# Fillmore (Utah)
Fillmore város az USA Utah államában, Millard megyében, melynek megyeszékhelye is. Lakosainak száma 2592 fő (2020. április 1.).

## Népesség
A település népességének változása:
| Lakosok száma | 715  | 2435 | 2592 |
|               | 1860 | 2010 | 2020 |